# Anarquismo en Guatemala
El anarquismo en Guatemala surgió del movimiento obrero del país a finales del siglo XIX. El anarcosindicalismo saltó a la fama a principios del siglo XX, alcanzando su apogeo durante la década de 1920, antes de ser reprimido por la dictadura de derecha de Jorge Ubico.

## Historia
En 1871, Guatemala pasó por una "Revolución Liberal" que modernizó el país, mejoró las relaciones comerciales e introdujo nuevos cultivos y procesos de fabricación. Bajo el gobierno del Partido Liberal, el cultivo de café para exportación rápidamente se convirtió en una parte importante de la economía del país.  Justo Rufino Barrios fue elegido Presidente de Guatemala en las primeras elecciones del país e inició una campaña para confiscar tierras a los indígenas,  redistribuyéndolas en manos de unos pocos terratenientes y creando un sistema de "servidumbre de tierras agrícolas", basado en la explotación de los jornaleros nativos.  Barrios emitió un decreto que ponía a toda la población nativa a disposición de los nuevos terratenientes, para trabajar en sus vastos monocultivos de café.  Esto introdujo una política de trabajo forzoso, en la que los trabajadores quedaban enterrados en deudas sustanciales con los terratenientes, obligándoles a trabajar para cualquier terrateniente que requiriera sus servicios.  Fue bajo estas condiciones que comenzó a surgir el movimiento laboral guatemalteco, organizando a los trabajadores contratados para resistir a la clase terrateniente, y se formó el primer sindicato del país en 1877.
A principios del siglo XX, la industria cafetera interna se había derrumbado y los proyectos de infraestructura estaban inconclusos. Esto llevó al presidente Manuel Estrada Cabrera a comenzar a ofrecer concesiones a la United Fruit Company, dándole a la corporación exenciones de impuestos, concesiones de tierras y control de todos los ferrocarriles en el este del país. El gobierno de Cabrera se volvió despótico y sofocó violentamente una serie de huelgas de trabajadores contra la United Fruit Company.  Este giro autoritario de Cabrera fue lo que llevó al anarquismo al centro de atención de la política de izquierda guatemalteca,  culminando con numerosos intentos de asesinato organizados contra Cabrera durante su segundo mandato.  En 1920, Cabrera fue finalmente depuesto por el Partido Unionista, apoyado por numerosos trabajadores y estudiantes.
En diciembre de 1921, el nuevo gobierno unionista de Carlos Herrera fue derrocado en un golpe militar liberal, encabezado por José María Orellana. Orellana restableció las concesiones a las empresas estadounidenses y a los ricos terratenientes. El creciente movimiento obrero comenzó a protestar contra el nuevo régimen, lo que provocó rebeliones generalizadas en todo el país, con represalias del gobierno contra anarquistas y comunistas.  Para entonces, el anarcosindicalismo ya había desarrollado una presencia significativa en el movimiento obrero guatemalteco, y los sindicalistas fundaron la Federación Obrera de Guatemala (FOG) en 1922. Las huelgas comenzaron a estallar en todo el país en los años siguientes, pero los trabajadores en huelga enfrentaron una feroz represión por parte del régimen de Orellana.  En 1926, comenzó a publicarse en Guatemala la Orientación Sindical, en la que se convocaba a los sindicatos a emprender acciones directas, fuera y en oposición a los partidos políticos del país. En 1928, los anarcosindicalistas guatemaltecos fundaron el Comité Pro Acción Sindical (CPAS), que unió a grupos de trabajadores y estudiantes de todo el país. 
Sin embargo, este período de actividad anarcosindicalista llegó a su fin con el ascenso al poder de Jorge Ubico y el Partido Liberal Progresista, que transformó el país en una dictadura de derecha. Todas las expresiones públicas del anarcosindicalismo fueron reprimidas por la dictadura, incluida la disolución del Comité Pro Acción Sindical. Ubico continuó otorgando concesiones a la United Fruit Company y a los terratenientes ricos, apoyando sus duras prácticas laborales.  
En 1944, Ubico fue derrocado en una huelga general, que finalmente evolucionó hasta convertirse en la Revolución Guatemalteca. El izquierdista Partido Acción Revolucionaria tomó el poder e inició un proceso de rápida industrialización en el país. El nuevo gobierno introdujo un nuevo Código del Trabajo y el sindicalismo comenzó a afianzarse una vez más,  viendo la fundación del Comité Nacional de Unidad Sindical en 1946. Pero los logros de la revolución se perdieron en el golpe de Estado guatemalteco de 1954, respaldado por Estados Unidos, que instaló la dictadura derechista de Carlos Castillo Armas y el Movimiento de Liberación Nacional, y el movimiento obrero guatemalteco permaneció reprimido bajo una serie de gobiernos derechistas. regímenes. Hoy, el movimiento anarquista guatemalteco contemporáneo es una pequeña parte de la contracultura guatemalteca.